# 營山龍屬
營山龍（屬名：Yingshanosaurus）是種生存於晚侏儸紀的四足恐龍，約1億5000萬年前。營山龍是種生存於中國的劍龍類。模式種是濟川營山龍（Y. jichuanensis），是在1984年由趙喜進所提及，但因為沒有經過正式研究的敘述、命名，目前為非正式名稱（無資格名稱）。在2006年，一個研究指出營山龍的化石已經遺失。
如同所有劍龍類，營山龍是種草食性恐龍，並類似沱江龍。營山龍的肩膀擁有一對翼狀尖刺，如背部骨板一樣平坦。

## 外部連結
- Stegosauria
- Yingshanosaurus at the Natural History Museum